# Nicole Zuraitis

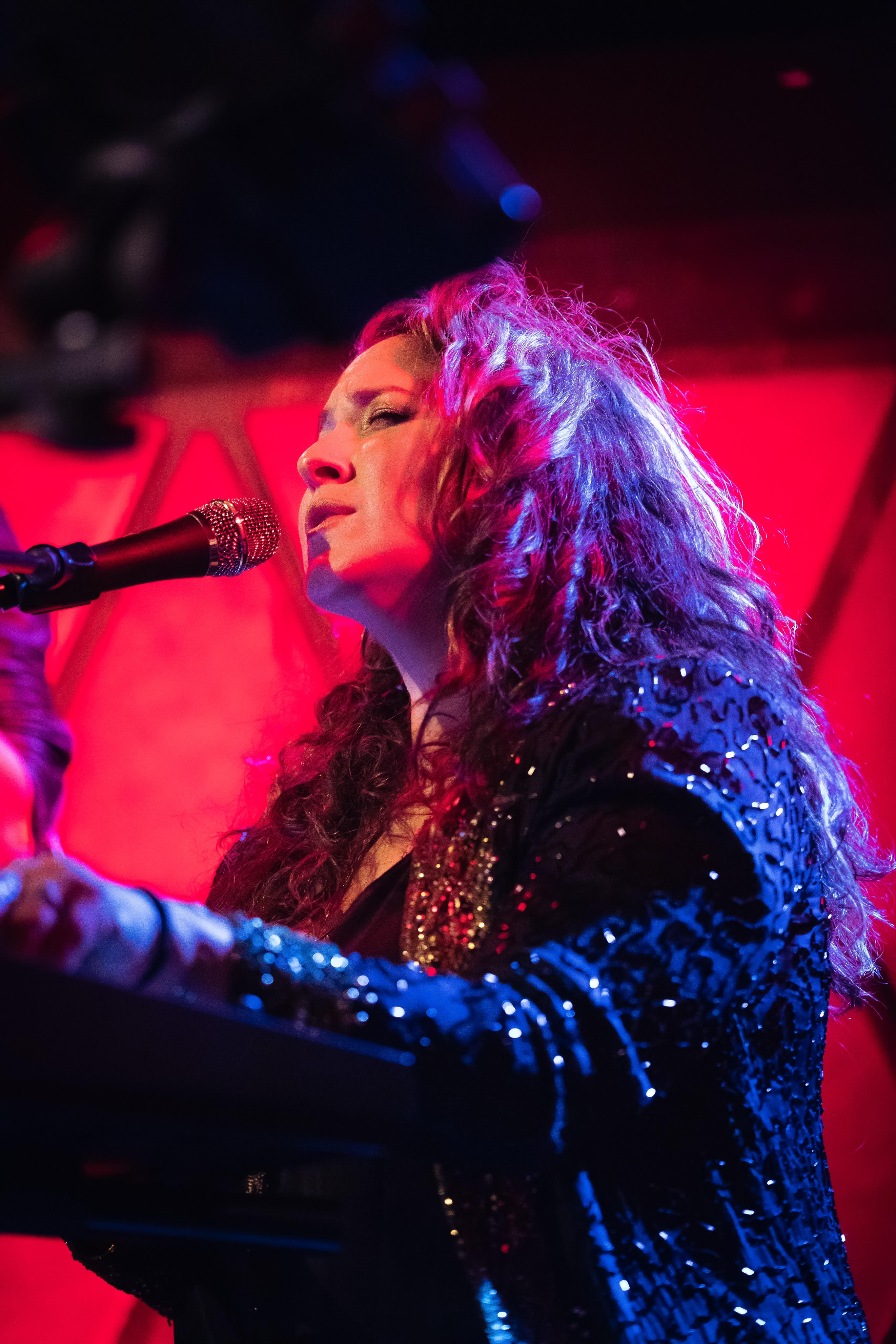
Nicole Zuraitis

Nicole Zuraitis (*  12. Januar 1985 in Waterbury, Connecticut) ist eine amerikanische Jazzmusikerin (Gesang, Piano, Songwriting, Arrangement). Ihr Album How Love Begins wurde 2024 mit einem Grammy ausgezeichnet.

## Leben und Wirken
Zuraitis interessierte sich früh für Sport und spielte sehr gut Fußball. In der Oberstufe der Highschool fokussierte sie sich auf Jazz, wobei sie zunächst Posaune spielte, begann sich aber dann für Gesang zu interessieren. Sie studierte zunächst an der New York University bis 2007 klassischen Gesang, konnte sich aber nicht erfolgreich im Opernbereich etablieren, war auch am Singer-Songwriter-Genre interessiert und wurde eher zufällig auf ein Jazzfestival eingeladen, was ihren weiteren Weg bestimmte. 2009 zog sie wieder nach New York, um Jazzgesang zu studieren.
Seit 2013 veröffentlichte Zuraitis als Jazzsängerin sechs Alben unter eigenem Namen. Sie leitet ihr eigenes Quartett und ist die Bandvokalistin der Birdland Big Band. Das Arrangement von Dolly Partons Jolene, das sie gemeinsam mit ihrem Mann Dan Pugach geschrieben hatte, wurde 2019 für einen Grammy nominiert. Ihr Album How Love Begins, das sie gemeinsam mit Christian McBride produzierte und 2023 veröffentlichte, wurde 2024 mit dem Grammy als Bestes Jazz-Gesangsalbum ausgezeichnet.
Weiterhin arbeitete Zuraitis mit Musikern wie David Cook, Gilad Hekselman, Veronica Swift, Benny Benack III, Steven Feifke, Cyrille Aimée, Antonio Sanchez, Dave Stryker, Omar Hakim, Rachel Z, Helen Sung und Bernard Purdie. Ferner lehrt sie Gesang an der New York University und der State University of New York, Purchase.

## Diskographische Hinweise
- Pariah Anthem (2013)
- Hive Mind (DotTime Records, 2017)
- Live at Two-Headed Calf mit Brandon Scott Coleman (2018)
- All Wandering Hearts (DotTime Records, 2020)
- How Love Begins (Outside in Music, 2023)[7]
- Cafės & Conversations (La Reserve Records, 2023; EP)[8]